# Edward Kasperski

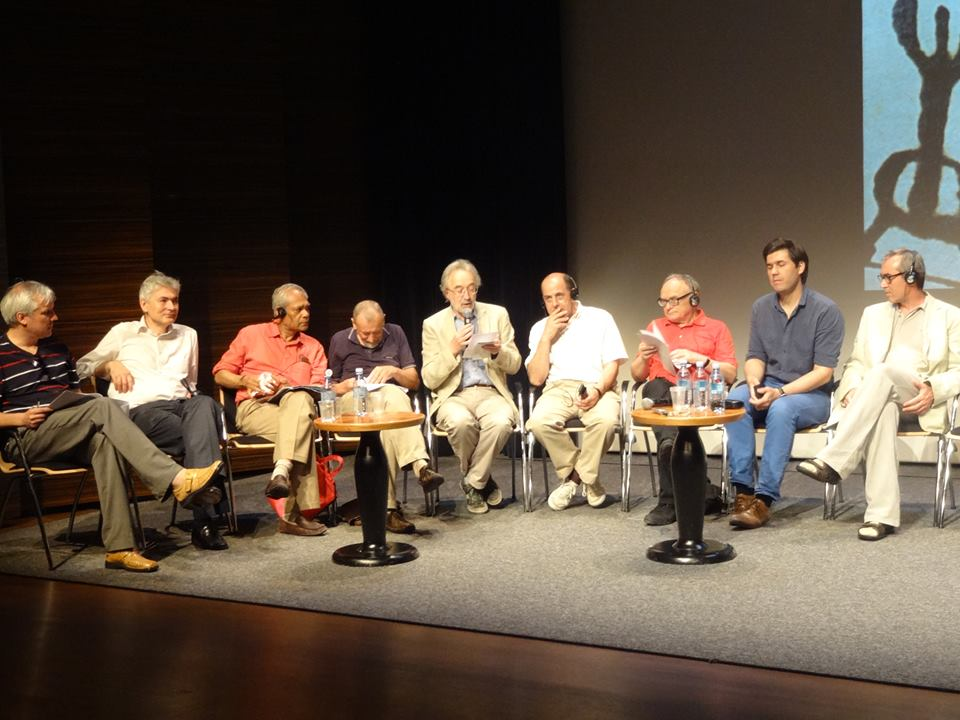
Zdjęcie z sympozjum w Słowenii

Edward Kasperski (ur. 26 lutego 1942 we Lwowie, zm. 3 marca 2016 w Wołominie) – polski literaturoznawca, profesor nauk humanistycznych, teoretyk i historyk literatury, komparatysta. Specjalizował się w komparatystyce literackiej i komparatystyce dyskursów (zwłaszcza literackiego i filozoficznego), metodologii nauk humanistycznych (w szczególności badań literackich), teorii literatury i poetyce, historii literatury romantyzmu, XX i XXI wieku oraz antropologii literatury. Był monografistą Cypriana Norwida oraz Sørena Kierkegaarda. Zajmował się również problematyką kresową, zagadnieniem dialogu, genologią, estetyką parodii i groteski oraz aporiami ponowoczesności. Jego dorobek naukowy obejmuje ponad trzysta publikacji (monografii, redagowanych tomów, artykułów naukowych) drukowanych w kraju i poza jego granicami, tłumaczonych m.in. na języki angielski, ukraiński, rosyjski, francuski, serbski, czeski, bułgarski i słoweński.

## Życiorys
Studiował filologię polską na Wydziale Polonistyki Uniwersytetu Warszawskiego (1959−1964) i równolegle przez trzy lata filozofię na Uniwersytecie Warszawskim. Pracę magisterską o powieści Jerzego Andrzejewskiego Popiół i diament w kontekście norm literackich przygotowywał na seminarium Kazimierza Budzyka, ale z racji przedwczesnej śmierci promotora bronił ją u prof. dr hab. Marii Renaty Mayenowej w 1964 w ówczesnej Katedrze Teorii Literatury UW. W 1965 debiutował jako badacz na łamach czasopisma „Kultura i Społeczeństwo” redagowanego przez Stefana Żółkiewskiego tekstem Nowe francuskie czasopismo o komunikacji masowej. W 1974 uzyskał stopień doktora nauk humanistycznych na podstawie pracy Problem wartości w pisarstwie C. K. Norwida (Przedmioty potrzeb, wartości perfekcyjne, celowe i instrumentalno-użytkowe) (pod kierunkiem Janusza Rohozińskiego). Habilitację opiniowaną m.in. przez Henryka Markiewicza i Józefa Tischnera uzyskał w 1990 na podstawie dysertacji Idee, formy i tradycje dialogu. W 1994 został mianowany na stanowisko profesora nadzwyczajnego Uniwersytetu Warszawskiego. Tytuł naukowy profesora nauk humanistycznych uzyskał w 2002. W 2005 został mianowany na stanowisko profesora zwyczajnego. Od 1 marca 2013 emeritus.
Pracował w Instytucie Literatury Polskiej na Wydziale Polonistyki Uniwersytetu Warszawskiego, początkowo w Zakładzie Teorii Literatury i Poetyki, którego był kierownikiem w latach 1997–2000, potem w latach 2001–2006 w Zakładzie Romantyzmu UW, wreszcie został współzałożycielem i pierwszym kierownikiem (w latach 2007–2013) powołanego w 2007 Zakładu Komparatystyki. W latach 1994–2008 wykładał także w Wyższej Szkole Nauk Humanistycznych w Pułtusku.
W latach 1981–1984 pracował jako lektor języka polskiego na Uniwersytecie Aarhus w Danii, później był kilkakrotnie stypendystą rządu duńskiego w Kopenhadze.
W różnych okresach działalności akademickiej wykładał gościnnie i/lub utrzymywał żywe kontakty naukowe z wieloma ośrodkami uniwersyteckimi nie tylko w Polsce, lecz także poza granicami kraju, m.in. na Ukrainie (Tarnopol, Lwów, Drohobycz, Kijów, Krym), w Rosji (Moskwa, Petersburg, Królewiec, Jekaterynburg), Czechach (Praga, Brno), na Białorusi (Homel), w Bułgarii (Wielkie Tyrnowo), Niemczech (Drezno, Konstancja, Berlin, Erfurt, Saarbrücken, Bonn), w Danii (Kopenhaga, Aarhus), Słowenii oraz na Litwie i Węgrzech.
Był członkiem rady redakcyjnej kwartalnika „Tekstualia. Palimpsesty Literackie Artystyczne Naukowe”.
Został pochowany na cmentarzu parafialnym w Starych Babicach.

## Nagrody i odznaczenia
- Złoty Krzyż Zasługi (1988)
- Nagroda indywidualna Rektora Uniwersytetu Warszawskiego z okazji Dnia Edukacji Narodowej (14.10.1996)
- Nagroda indywidualna Ministra Edukacji Narodowej i Sportu za monografię „Kierkegaard. Antropologia i dyskurs o człowieku” (2004)
- Medal Komisji Edukacji Narodowej (2004)
- Złoty Medal za Długoletnią Służbę (2008)

## Publikacje

### Książki autorskie
- Problem wartości w pisarstwie C.K. Norwida. Przedmioty użytkowe. Przedmioty potrzeb, wartości perfekcyjne, celowe i instrumentalno-użytkowe (praca doktorska, maszynopis), Uniwersytet Warszawski 1974.
- Świat wartości Norwida, Warszawa 1981, 376 s.
- Idee, formy i tradycje dialogu (rozprawa habilitacyjna), Warszawa 1990, 497 s.
- Dialog i dialogizm. Idee, formy, tradycje, Warszawa 1994, 227 s.
- Teoria i literatura w sytuacji ponowoczesności, Warszawa 1996, s. 89–178 (zbiór dwuautorski Literatura i różnorodność. Kresy i pogranicza – wspólnie z E. Czaplejewiczem).
- Dyskursy romantyków. Norwid i inni, Warszawa 2003, 548 s.
- Kierkegaard. Antropologia i dyskurs o człowieku, Pułtusk 2003, 555 s.
- Świat człowieczy. Wstęp do antropologii literatury, Warszawa 2006, 495 s.
- Kategorie komparatystyki, Warszawa 2010, 401 s.
- Metody i metodologia (metodologia ogólna, nauki humanistyczne, wiedza o literaturze). Podręcznik akademicki, pod red. naukową Żanety Nalewajk, Warszawa 2017, 468 s. (opublikowane pośmiertnie)
- Tropami Norwida. Studia – interpretacje – paralele, pod red. naukową Żanety Nalewajk, Warszawa 2017, 380 s. (opublikowane pośmiertnie)

### Zredagowane monografie
- Dialog w literaturze, pod red. E. Kasperskiego i E. Czaplejewicza, Warszawa 1978, 320 s.
- Bachtin. Dialog. Język. Literatura. Antologia, pod red. E. Kasperskiego i E. Czaplejewicza, Warszawa 1983, 609 s.
- Poszukiwania teoretycznoliterackie, pod red. E. Kasperskiego i E. Czaplejewicza, Wrocław 1989, 431 s.
- Koncepcje słowa, pod red. E. Kasperskiego i E. Czaplejewicza, Warszawa 1991, 284 s.
- Kresy, Syberia, literatura. Doświadczenia dialogu i uniwersalizmu, pod red. E. Kasperskiego i E. Czaplejewicza, Warszawa 1995, 252 s.
- Literatura a heterogeniczność kultury. Poetyka i obraz świata, pod red. E. Kasperskiego i E. Czaplejewicza, Warszawa 1996, 215 s.
- Kresy w literaturze. Twórcy dwudziestowieczni, pod red. E. Kasperskiego i E. Czaplejewicza, Warszawa 1996, 348 s.
- Literatura i różnorodność. Kresy i pogranicza, pod red. E. Kasperskiego i E. Czaplejewicza, Warszawa 1996, 183 s.
- Literaturoznawczyj Słownyk-dowidnyk, autorstwo zbiorowe, Kyjiw 1997, 752 s. [udział współautorski].
- Postać literacka. Teoria i historia, pod red. E.Kasperskiego i B. Pawłowskiej-Jądrzyk, Warszawa 1998, 261 s.
- Rozważania metodologiczne. Język – literatura – teatr, pod red. E. Kasperskiego, Warszawa 2000.
- Leksikonzahalnogo ta poriwnialnogo literaturoznawstwa [udział współautorski], Czernisziwci 2001 [Ukraina].
- Dialog. Komparatystyka. Literatura, pod red. E. Kasperskiego i D. Ulickiej, Warszawa 2002, 571 s.
- Poetyka egzystencji. Franz Kafka na progu XXI wieku [W osiemdziesiątą rocznicę śmierci Franza Kafki], pod red. E. Kasperskiego, przy współpracy T. Mackiewicza, Warszawa 2004, 356 s.
- Dialogi romantyczne. Filozofia – teoria i historia – komparatystyka, pod red. E. Kasperskiego i T. Mackiewicza, Pułtusk 2008.
- Religie i religijność w literaturze i kulturze romantyzmu, pod red. E. Kasperskiego i O. Krysowskiego, Warszawa 2008, 462 s.
- Edgar Allan Poe. Klasyk grozy i perwersji – i nie tylko…, pod red. E. Kasperskiego i Ż. Nalewajk, Warszawa 2009, 344 s.
- Edgar Allan Poe – niedoceniony nowator, pod red. E. Kasperskiego i Ż. Nalewajk, Wrocław 2010, 293 s.
- Śladami romantyków. Profesorowi Zbigniewowi Sudolskiemu w osiemdziesiątą rocznicę urodzin, pod red. E. Kasperskiego i O. Krysowskiego, Warszawa 2010, 489 s.
- Komparatystyka dzisiaj, pod red. E. Kasperskiego i E. Szczęsnej, t. I:Problemy teoretyczne, Kraków 2010, 258 s.
- Komparatystyka dzisiaj, pod red. E. Kasperskiego i E. Szczęsnej, t. II: Interpretacje, Warszawa 2011, 348 s.
- Tradycje bizantyjskie. Romantyzm i inne epoki, pod red. E. Kasperskiego i O. Krysowskiego, Warszawa 2014, 406 s
- Polifoniczny świat Kierkegaarda, pod red. E. Kasperskiego i M. Urbańskiej-Bożek, Gdańsk 2014, 390 s.